# أفرو 511
أفرو 511 (بالإنجليزية: Avro 511)‏ هي طائرة استطلاع أنتجت في المملكة المتحدة. من صناعة أفرو. كان أول طيران لها في 1913.